# Colius castanotus
El pájaro ratón dorsirrojo o colí de lomo rojo (Colius castanotus) es una especie de ave coliforme de la familia Coliidae endémica de Angola. No se conocen subespecies.